# Guayo Cedeño
Ramón Eduardo Cedeño, más conocido como Guayo Cedeño (La Ceiba, 7 de enero de 1974 - Tegucigalpa, 11 de marzo de 2022), fue un músico y productor musical hondureño.
Trabajó con artistas como Guillermo Anderson, Aurelio Martínez y la Orquesta de la Papaya.